# Resolutie 1065 Veiligheidsraad Verenigde Naties
Resolutie 1065 van de Veiligheidsraad van de Verenigde Naties werd op 12 juli 1996 aangenomen. De resolutie verlengde de UNOMIG-waarnemingsmissie in Abchazië met een half jaar.

## Achtergrond
Op de golf van opkomend onafhankelijkheidsstreven van Georgië uit de Sovjet-Unie tegen het einde van de jaren 1980, streefde de Abchazische minderheid in de Abchazische autonome republiek de onafhankelijkheid na, uit angst de autonomie in Georgië te verliezen. Het leidde tot etnische spanningen met de Georgiërs, die in Abchazië de grootste bevolkingsgroep waren.
In 1992 kwam het tot een gewapend conflict, waarbij ook Rusland betrokken raakte, dat het voor de Abchaziërs opnam. Begin 1993 braken zware gevechten uit om de Abchazische hoofdstad Soechoemi. In de zomer van 1993 werd een staakt-het-vuren afgesproken en werd de UNOMIG-waarnemingsmissie opgericht. De val van Soechoemi in september 1993 leidde tot grootschalige etnische zuiveringen tegen de Georgische gemeenschap.

## Inhoud

### Waarnemingen
De twee partijen kregen hun conflict niet opgelost vanwege de onverzettelijke positie van de Abchazen. Het Moskou-Akkoord van 14 mei 1994 over het staakt-het-vuren en de scheiding van troepen was wel goed nageleefd. Doch ging de toestand in Gali achteruit en waren de vluchtelingen die huiswaarts keerden niet veilig.

### Handelingen
De onderhandelingen om het conflict op te lossen zaten nog steeds vast. De Veiligheidsraad bevestigde de soevereiniteit en territoriale integriteit van Georgië, met inbegrip van Abchazië. Ook bevestigde de Veiligheidsraad het recht van alle vluchtelingen om veilig naar huis terug te keren. Het feit dat de Abchazen hen bleven hinderen werd veroordeeld. Ook was het onaanvaardbaar dat het conflict tot demografische veranderingen zou leiden. Verder werden de etnische moorden en gewelddadigheden Gali veroordeeld, evenals het leggen van mijnen in de regio.
Het mandaat van de UNOMIG-waarnemingsmissie werd verlengd tot 31 januari 1997 en kon herzien worden moest het mandaat van de GOS-vredesmacht wijzigen. Ten slotte werd secretaris-generaal Boutros Boutros-Ghali gevraagd binnen de drie maanden te rapporteren over de situatie in Abchazië en de operaties van UNOMIG.

## Verwante resoluties
- Resolutie 993 Veiligheidsraad Verenigde Naties (1995)
- Resolutie 1036 Veiligheidsraad Verenigde Naties
- Resolutie 1096 Veiligheidsraad Verenigde Naties (1997)
- Resolutie 1124 Veiligheidsraad Verenigde Naties (1997)

Lijst ·  1036 ·  1037 ·  1038 ·  1039 ·  1040 ·  1041 ·  1042 ·  1043 ·  1044 ·  1045 ·  1046 ·  1047 ·  1048 ·  1049 ·  1050 ·  1051 ·  1052 ·  1053 ·  1054 ·  1055 ·  1056 ·  1057 ·  1058 ·  1059 ·  1060 ·  1061 ·  1062 ·  1063 ·  1064 ·  1065 ·  1066 ·  1067 ·  1068 ·  1069 ·  1070 ·  1071 ·  1072 ·  1073 ·  1074 ·  1075 ·  1076 ·  1077 ·  1078 ·  1079 ·  1080 ·  1081 ·  1082 ·  1083 ·  1084 ·  1085 ·  1086 ·  1087 ·  1088 ·  1089 ·  1090 ·  1091 ·  1092